# Micereces de Tera (kommunhuvudort)
Micereces de Tera är en kommunhuvudort i Spanien.   Den ligger i provinsen Provincia de Zamora och regionen Kastilien och Leon, i den nordvästra delen av landet, 250 km nordväst om huvudstaden Madrid. Micereces de Tera ligger 721 meter över havet och antalet invånare är 571.
Terrängen runt Micereces de Tera är platt. Runt Micereces de Tera är det glesbefolkat, med 11 invånare per kvadratkilometer. Närmaste större samhälle är Benavente, 16,0 km öster om Micereces de Tera. Trakten runt Micereces de Tera består till största delen av jordbruksmark.